# Jeferson Vargas
Jeferson Abacuc Vargas Pacheco (* 6. November 1984) ist ein kolumbianischer Radrennfahrer.
Vargas fuhr 2007 und 2009 für das kolumbianische Continental Team Boyaca Es Para Vivirla-Marche. In der Saison 2008 konnte Vargas die vierte Etappe der Vuelta a Colombia nach La Vega für sich entscheiden.

## Erfolge
2008
- eine Etappe Vuelta a Colombia

## Teams
- 2007 Boyaca Es Para Vivirla-Marche
- 2009 Boyacá es Para Vivirla